# 김광섭 (프로게이머)
김광섭(1988년 2월 26일 ~ )은 대한민국의 전직 스타크래프트 프로게이머로, 하이트 스파키즈 소속의 저그 유저이다. 아이디는 flOwer이다.
2006년 하반기 드래프트에서 온게임넷 스파키즈(현 하이트 스파키즈)의 3차 지명으로 입단하였다.
2009년 8월 웨이버공시가 되면서 은퇴하게 되었다.

## 주요 기록
- 2006년 제20회 커리지 매치 입상
- 2008년 1월 신한은행 프로리그 2008 전기리그 준우승
- 2008년 1월 신한은행 프로리그 2007 후기리그 팀플 조합상 (김광섭,원종서)
- 2008년 1월 스카이 프로리그 2007 후기리그 팀플전 다승왕
- 2008년 3월 2007 대한민국 e-SPORTS 대상 팀플레이상 (김광섭,원종서)